# ابللو (اهر)
ابللو یکی از روستاهای استان آذربایجان شرقی است بخش مرکزی شهرستان اهر واقع شده‌است.این روستا ۲۰۷ نفر جمعیت دارد.
این روستا دارای تاریخی زیاد از اشیاء عتیقه برخوردار است قدمت این روستا 3000 سال پیش است.
این روستا در کنار جاده قدیمی ابریشم قرار دارد